# Hans Finsler
Hans Finsler (* 7. Dezember 1891 in Heilbronn; † 3. April 1972 in Zürich) war ein Schweizer Fotograf, Gründer, Leiter und Lehrer der ersten Fachklasse für Fotografie an der Kunstgewerbeschule Zürich sowie Mitbegründer und Ehrenpräsident der am 4. Mai 1971 ins Leben gerufenen Stiftung für die Photographie. Er wird zu den bedeutendsten Repräsentanten der Neuen Fotografie und der Neuen Sachlichkeit in der Fotografie gezählt. Seine bekanntesten Schüler sind Werner Bischof, Ernst Scheidegger und René Burri.

## Werdegang
Finsler, dessen Vater Schweizer war, wuchs in Deutschland auf. Er studierte von 1911 bis 1914 Architektur in Stuttgart und München und von 1915 bis 1919 Kunstgeschichte in München und Berlin, wo er durch die «Sehschule» Heinrich Wölfflins geprägt wurde. Von 1922 bis 1932 wirkte er als Bibliothekar und Lehrbeauftragter an der Kunstgewerbeschule Burg Giebichenstein in Halle (Saale). Der Missstand fehlender Dokumentation über die Schülerarbeiten führte ihn auf autodidaktischem Wege zur Fotografie. 1927 konnte er eine Fachklasse für Fotografie einrichten. Im Jahre 1929 war er mit einer größeren Werksammlung an der Ausstellung Film und Foto des Werkbundes in Stuttgart beteiligt. Dort wurde man auf den einzigen Schweizer Fotografen aufmerksam.
1932 konnte er von Alfred Johann Altherr als Lehrer an die Kunstgewerbeschule in Zürich gewonnen werden, wo er die erste Fachklasse für Fotografie aufbaute, aus der zahlreiche berühmte Fotografen hervorgingen. Um sein anfängliches Gehalt als Hilfslehrer aufzubessern, eröffnete er ein eigenes Atelier für Sach- und Werbefotografie. Finslers Wohnung und Atelier befand sich in der Werkbundsiedlung Neubühl-Wollishofen. Viele Schweizer Produkte (embru-Möbel, Fülscher-Kochbuch, Landi-Stuhl, Langenthaler Porzellan usw.) und moderne Bauten wie die Architekturbauten Neubühl-Wollishofen und die Doldertal-Siedlung Zürich wurden erst durch seine Fotografien in der breiteren Öffentlichkeit bekannt. Seine Nahaufnahmen feierten Materialität und Stofflichkeit und halfen das Bild der damals noch sprichwörtlichen «Schweizer Qualität» nachhaltig im kollektiven Gedächtnis zu verankern.
Bekannte Fotografien der Schweizerischen Landesausstellung von 1939 stammen von Finsler. Zusammen mit dem Typographen und Gestalter Alfred Willimann gelang ihm an der Kunstgewerbeschule durch die Verbindung von Fotografie und Grafik ein wesentlicher Beitrag zur visuellen Vermittlung der Moderne. Als Lehrer für Fotografie wirkte er bis 1957. Von 1946 bis 1955 war Hans Finsler Vorsitzender des Schweizerischen Werkbundes (SWB). Er gehörte zusammen mit Rosellina Burri-Bischof, Manuel Gasser, Victor N. Cohen und anderen zu den Gründungsmitgliedern der am 4. Mai 1971 ins Leben gerufenen Stiftung für die Photographie.

## Werk
Mit seiner Lehrtätigkeit in Halle und Zürich trug er zur Entwicklung einer Sachfotografie bei, die sich von traditionellen Wertmaßstäben löste und ganz den Gesetzen der Dinge und der Fotografie selbst folgte:

„Ich fragte mich dort: Wie muss man Dinge fotografieren, die nach bestimmten formalen Gesetzen entstanden sind? Vor meinen Versuchen wurden diese Dinge von einem Berufsfotografen unsachgemäss nach der damals üblichen Schablone fotografiert. Meine ersten Versuche existieren nicht mehr. Sie wurden abgelehnt, auch innerhalb der Schule. Sie waren zu ungewohnt. Aber Fotografie in Verbindung mit den aufzunehmenden Dingen wurde für mich zu einer faszinierenden Entdeckung. Hätte ich eine fotografische Lehre absolviert, wäre ich nie zu den gleichen Ergebnissen gekommen. Zwangsweise wurde ich Fotograf. Schüler kamen, es entstand die erste Klasse für Sachfotografie an einer Kunstgewerbeschule.“

„Die Jahre nach dem Ersten Weltkrieg bedeuteten auf vielen Gebieten einen Neubeginn. Man fragte nach den Grundlagen. Man fragte zum Beispiel: Was ist ein Haus? Was ist ein Stuhl? Was ist Farbe? Ich fragte, zunächst ganz unsystematisch: Was ist die Fotografie? Welches sind die Gesetze der Dinge, die ich aufnehme? Gibt es in der Fotografie eine Wertung der Dinge? Sieht die Fotografie anders als das Auge?“

Das Objekt selbst bzw. dessen Materialität bestimmte fortan, wie fotografiert werden musste, damit zum Beispiel das Foto eines Seidenstoffes auf den Betrachter so wirkte, als ob es der Seidenstoff selbst sei. Finslers Schwarz-weiss-Bilder wirken durch die raffinierte Anordnung einfacher Objekte, ausgeklügelter Beleuchtung und unkonventioneller Kamerablickwinkel oft wie abstrakte Malerei. Der in den vierziger Jahren aufkommende Fotojournalismus mit den dynamischen Fotografien von Menschen hatte – im Gegensatz zu seinen Schülern – keinen Einfluss mehr auf Finslers Werk.

## Ausstellungen
- 1929 Ausstellung Film und Foto des Werkbundes in Stuttgart.
- Sein Nachlass wurde im Jahr 1987 der Stiftung Moritzburg geschenkt. Einige hundert Werke können auf museum-digital recherchiert werden.
- 1991 Ausstellung Hans Finsler – Neue Wege der Photographie, Staatliche Galerie Moritzburg Halle, vom 14. April bis 26. Mai 1991
- 2006 Ausstellung Hans Finsler und die Schweizer Fotokultur, Werk – Fotoklasse – Moderne Gestaltung 1932-1960, Museum für Gestaltung in Zürich vom 10.6.-17.9.

## Zitat
«Als Lehrperson gelang es ihm in Zürich […] , mit seiner Fotoklasse das Fundament für eine ganze Generation grosser Namen in der Schweizer Fotografie zu legen, die eine neue Art der Reportage- und Autorenfotografie verfolgte.»

## Bekannte Schüler (Auswahl)
- Werner Bischof (1916–1954)
- René Burri (1933–2014)
- Ernst Hahn (1926–2017)
- Evelyn Hofer (1922–2009)
- Heinrich Koch (1896–1934)
- Ernst Koehli (1913–1983)
- Gerda Leo (1909–1993)
- Anita Niesz (1925–2013)
- Fernand Rausser (1926–2016)
- Ernst Scheidegger (1923–2016)
- Emil Schulthess (1913–1996)
- Doris Stauffer (1934–2017)
- Serge Stauffer (1929–1989)
- Michael Wolgensinger (1913–1990)